# Фроловка (Карачевский район)
Фроло́вка — деревня в Карачевском районе Брянской области, в составе Мылинского сельского поселения.

## География
Расположена в 1,5 км к югу от автодороги Р120.

## История
В конце 17 века Фроловкой заканчивались владения Мартынова. Согласно преданию, Пётр I брал у него в долг деньги на строительство Азовской флотилии.
Фроловка — деревня владельческая, принадлежала помещику Фролову.
В 1860 году были изданы в пяти томах «Приложения к трудам редакционных комиссий для составления положений о крестьянах, выходящих из крепостной зависимости. Сведения о помещичьих имениях». (Том 2. Извлечения из описаний имений по великороссийским губерниям. Губернии: Московская, Нижегородская, Новгородская. Олонецкая, Оренбургская, Орловская, Пензенская.)
Фроловы имели земли и крепостных крестьян в селах Косилово, Новоникольское (Алымовка), Девять Дубов и деревнях Кульнева и Фролова. У помещика Корнелия Михеевича Фролова было 230 крепостных мужского пола, а у его сына Михея Корнелиевича – 34 человека (в селе Косилово и дер.Кульнева).
В 1860 г. в деревне Фроловка было 17 дворов, жили 66 крепостных крестьян мужского пола и 3 человека дворовых. Вокруг деревни было 128 десятин пашни и 40 десятин сенокоса.
До 1929 года входила в Карачевский уезд (Верхопольская, с 1924 Карачевская волость).
Во время Великой Отечественной войны деревня была полностью сожжена отступающими войсками фашистской Германии (сентябрь 1943 г.).

## Население
| 2010 | 2013 |
| ---- | ---- |
| 126  | ↗128 |

## Инфраструктура
Единственная улица в деревне — улица Партизанская.
В деревне нет ни магазина, ни школы, ни медпункта. Один раз в неделю приезжает автофургон с товарами. 8 августа 2008 года на въезде в деревню с помощью вертолёта была смонтирована вышка сотовой связи. В 2013 году от автодороги Р120 до деревни была проложена асфальтовая дорога протяженностью 1,5 км (до этого была насыпная дорога с сильно разбитой поверхностью).